# KK Škofja Loka
Le Košarkarski Klub Škofja Loka, ou Loka Kava TCG est un club slovène de basket-ball basé à Škofja Loka. Le club joue en première division du championnat slovène.

## Historique
Le club a parfois été appelé Odeja KED Škofja Loka à cause de son principal sponsor.
À l'issue de la saison 2012-2013, le club est relégué en seconde division, la 2 Slovenska Košarkarska Liga. Le club remonte en première division après avoir remporté le championnat de deuxième division en 2021-2022.

## Entraîneurs successifs
- 2014-2015 : Gašper Potočnik

## Palmarès
- Champion de Slovénie 1B (2e division) : 2005, 2015, 2022

## Joueurs célèbres ou marquants
- Katarina Ristić